# Молодіжне (Одеський район)
Молоді́жне — село Великодолинської селищної громади Одеського району Одеської області в Україні. Населення становить 2680 осіб.

## Історія
16 листопада 1982 р. західну частину смт Олександрівка (тоді — Іллічівської міськради) об'єднано з селом Молодіжне Барабойської сільради в одне село Молодіжне; тоді ж утворено Молодіжненську сільраду.

## Політика

### Парламентські вибори, 2019
На позачергових парламентських виборах 2019 року у селі функціонували окремі виборчі дільниці № 510696 і 510697, розташовані у приміщенні школи і клубу відповідно.
Результати
- зареєстровано 3238 виборців, явка 54,63%, найбільше голосів віддано за «Слугу народу» — 53,96%, за «Опозиційну платформу — За життя» — 18,35%, за «Опозиційний блок» — 4,79%.[2] В одномандатному окрузі найбільше голосів отримав Василь Гуляєв (самовисування) — 61,86%, за Сергія Колебошина (Слуга народу) — 24,25%, за Сергія Червачова (самовисування) — 4,11%[3].

## Населення
Згідно з переписом УРСР 1989 року чисельність наявного населення села становила 1690 осіб, з яких 785 чоловіків та 905 жінок.
За переписом населення України 2001 року в селі мешкало 2667 осіб.

### Мова
Розподіл населення за рідною мовою за даними перепису 2001 року:
| Мова       | Відсоток |
| ---------- | -------- |
| українська | 68,06 %  |
| російська  | 29,93 %  |
| молдовська | 1,19 %   |
| гагаузька  | 0,41 %   |
| білоруська | 0,11 %   |
| болгарська | 0,07 %   |
| інші       | 0,23 %   |

## Галерея

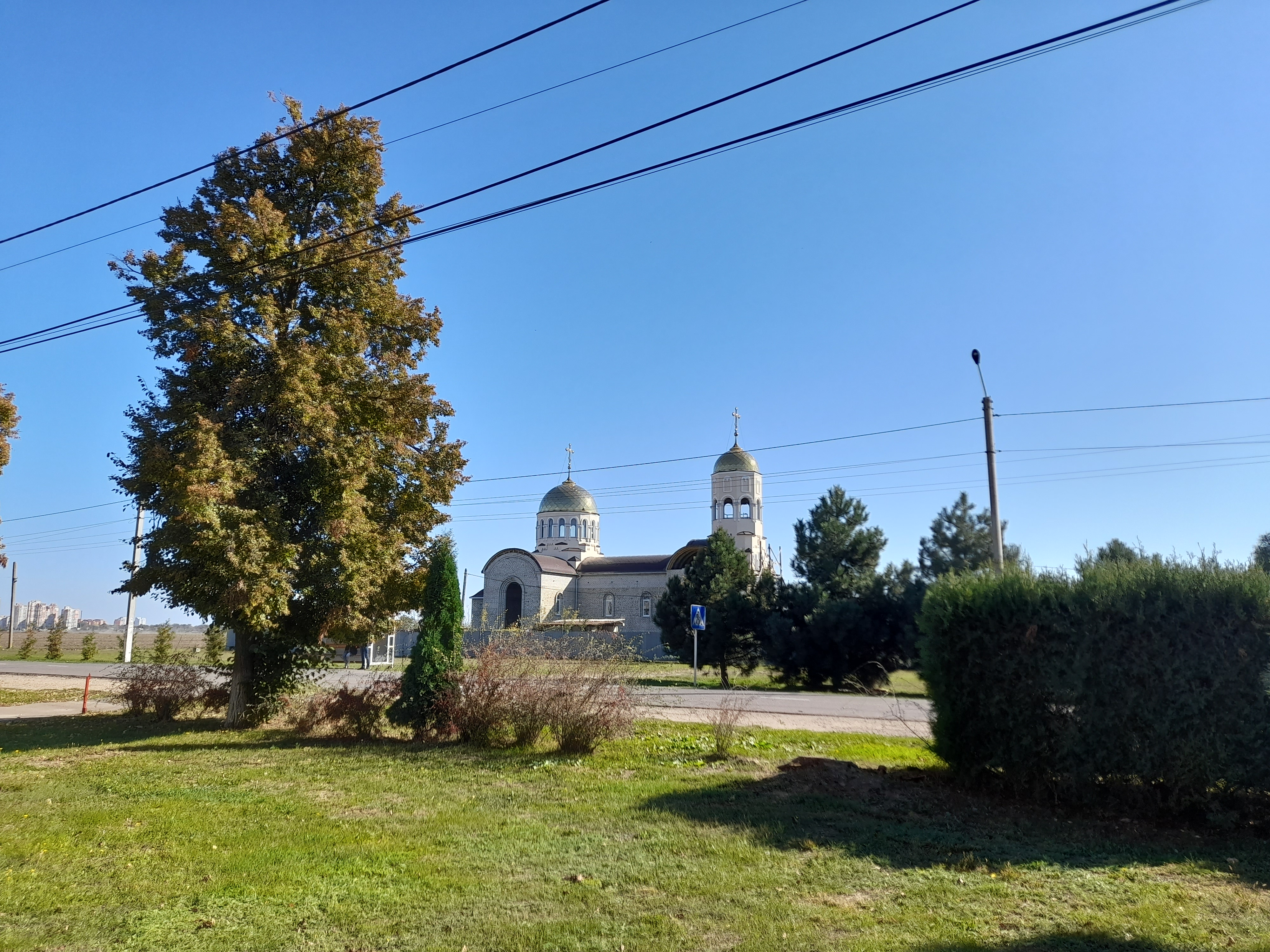
Церква у селі
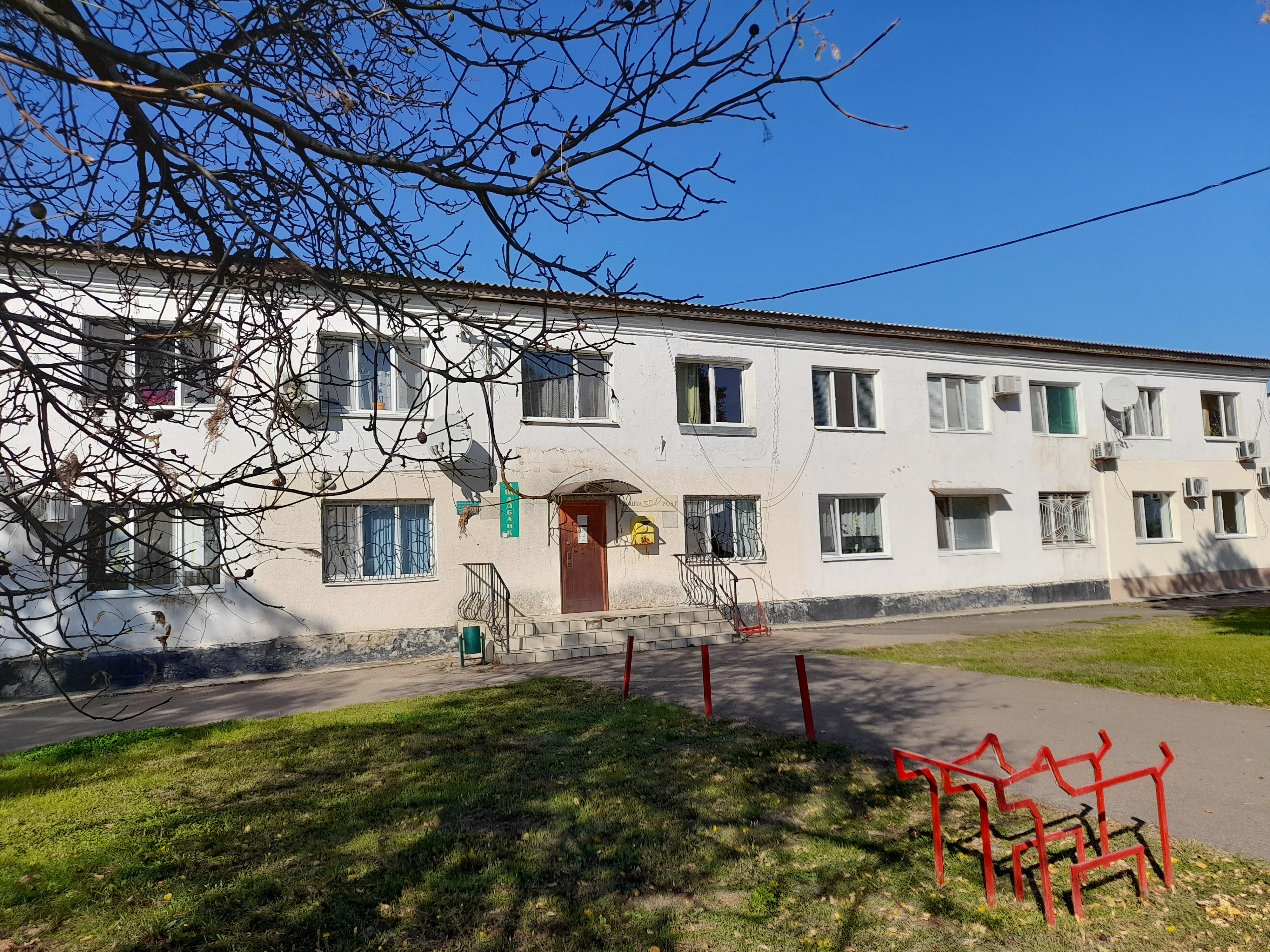
Поштове відділення
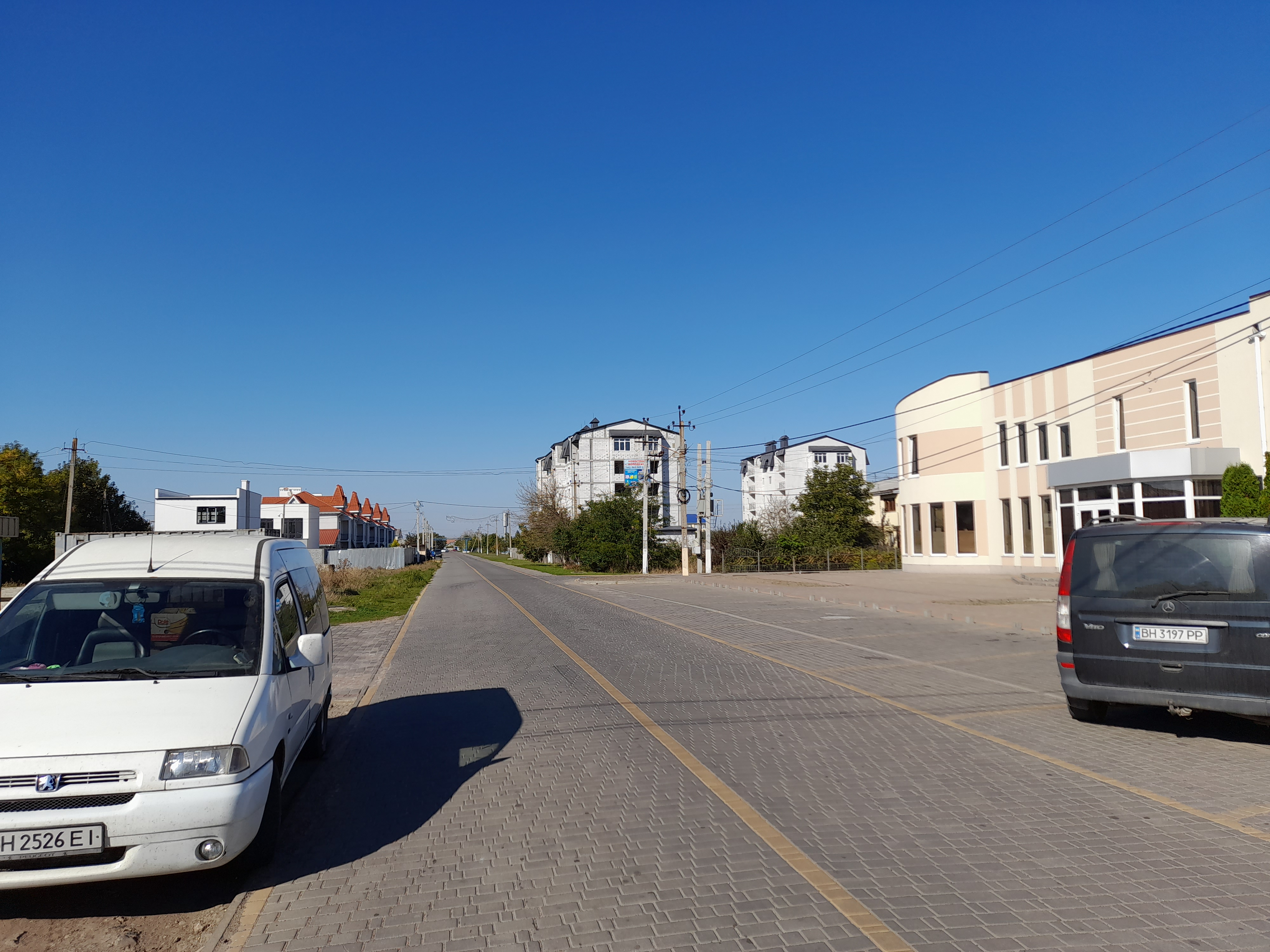
Вулиця села